# Aonhgus mac Conchobhair Ó Domhnaill
Aonhgus mac Conchobhair Ó Domhnaill (mort en 1352) est le 10e O'Donnell ou Ua Domhnaill du  clan, et roi de  Tyrconnell en Irlande  de  1343 à 1352.

## Origine
Aonhgus mac Conchobhair Ó Domhnaill est le fils aîné de  Conchobar mac Aodha Ó Domhnaill.

## Règne
En 1343 il succède à son oncle Niall mac Aodha Ó Domhnaill déposé après un règne d'une seule année. Aonghus mac Conchobhair Ó Domhaill, roi de Tir Conaill doit faire face aux prétentions de son oncle Niall jusqu'à ce que ce dernier soit tué par son propre frère Maghnus  Meabhlach  Ó'Domhaill en 1348. À sa mort en 1352, son autre oncle Fedhlimidh mac Aodha Ó Domhnaill, frère du meurtrier, s'empare de la royauté,  mais Seoán mac Conchobhair, le frère du défunt, entre en compétition avec lui pour la seigneurie